# Brett Hoffmann
Brett Hoffmann (ur. 8 lutego 1967 w North Tonawanda, zm. 7 lipca 2018) – amerykański wokalista i autor tekstów. Brett Hoffmann znany jest przede wszystkim z występów w grupie muzycznej Malevolent Creation, której był członkiem z przerwami od 1987 roku. Wraz z zespołem nagrał szereg albumów w tym: The Ten Commandments (1991), Retribution (1992), Stillborn (1993), The Fine Art of Murder (1998), Envenomed (2000), Doomsday X (2007) i Invidious Dominion (2010). Był także członkiem zespołu Silent Death wraz z którym nagrał wydany w 1995 roku minialbum pt. Stone Cold. Od 2002 roku współtworzył deathcore’ową formację Down the Drain. 
W 1995 roku rozpoczęły się problemy Hoffmana z wymiarem sprawiedliwości kiedy to został na krótko aresztowany z nieznanych publicznie przyczyn. Od tego samego roku przebywał na zwolnieniu warunkowym. W 1998 roku został aresztowany wraz członkami zespołu Malevolent Creation oraz ekipą techniczną. Według lidera formacji Phila Fasciana przyczyną zatrzymania były trzy uncje marihuany będące w posiadaniu perkusisty Dave'a Culrossa. 1 marca 2001 roku Hoffmann został aresztowany, gdy wracał z zespołem Malevolent Creation z europejskiej trasy koncertowej. Powodem zatrzymania było naruszenie przepisów zwolnienia warunkowego. Po odbyciu kary trzech miesięcy więzienia wokalista wyszedł na wolność. 
Zmarł w wieku 51 lat na nowotwór jelita grubego 7 lipca 2018 roku.